# Liste d'élections infranationales en 2024
Chronologie des élections infranationales
- 2019
- 2020
- 2021
- 2022
- 2023
- 2024
- 2025
- 2026
- 2027

Cette liste recense les élections infranationales organisées durant l'année 2024. Elle inclut les élections (territoriales, régionales, municipales,...) et référendums locaux dans les territoires faisant partie d'États souverains,.
Les scrutins nationaux ou dans des territoires sécessionnistes sont répertoriés dans la liste d'élections nationales en 2024.

## Par mois

### Janvier
| Date       | Pays         | Élections    | Contexte                                  | Résultats |
| ---------- | ------------ | ------------ | ----------------------------------------- | --- |
| 11 janvier | Saint-Martin | Législatives | Pays constitutif du royaume des Pays-Bas. | Alternance. La coalition sortante de la Première ministre Silveria Jacobs composé de l'Alliance nationale et du Parti populaire uni arrive en tête mais subit un important recul. Les partis d'oppositions ayant réussi à obtenir une représentation au Parlement décident de former une coalition gouvernementale avec Luc Mercelina à sa tête, qui n'entre cependant en fonction qu'en mai suivant. |

### Février
| Date       | Pays                   | Élections    | Contexte                                             | Résultats |
| ---------- | ---------------------- | ------------ | ---------------------------------------------------- | --- |
| 4 février  | Açores                 | Régionales   | Région autonome du Portugal.                         | Assemblée sans majorité. Le gouvernement sortant du Parti social-démocrate, le CDS – Parti populaire et le Parti populaire monarchiste arrive en tête du scrutin mais sans obtenir une majorité absolue. Le président du gouvernement José Manuel Bolieiro est reconduit dans ses fonctions à la tête d'un gouvernement minoritaire. |
| 4 février  | Costa Rica             | Municipales  |                                                      | |
| 4 février  | Tunisie                | Locales      | 2e tour                                              | Le scrutin est marqué par un taux de participation extrêmement faible de 12,4 % similaire aux élections législatives de 2022-2023 mais en légère hausse par rapport au premier tour. |
| 8 février  | Pendjab                | Provinciales | Province du Pakistan. Reportées à plusieurs reprises | |
| 8 février  | Khyber Pakhtunkhwa     | Provinciales | Province du Pakistan.                                | |
| 8 février  | Sind                   | Provinciales | Province du Pakistan.                                | |
| 8 février  | Baloutchistan          | Provinciales | Province du Pakistan.                                | |
| 14 février | Indonésie              | Locales      | Élections des conseils municipaux et provinciaux.    | |
| 18 février | Galice                 | Régionales   | Communauté autonome d'Espagne. Élections anticipées  | Hors émigrés, le taux de participation est le troisième plus élevé depuis 1981. Le Parti populaire (PP, libéral-conservateur et régionaliste) remporte pour la cinquième fois consécutive la majorité absolue, avec 47% des voix, perdant 2 députés par rapport à 2020. Le Bloc nationaliste galicien (BNG, socialiste et nationaliste) devient le parti dominant à gauche au détriment du Parti socialiste (PSdeG-PSOE), qui réalise le pire résultat de son histoire régionale. Vox, Sumar et Podemos échouent à entrer ou revenir au Parlement, tandis que Démocratie d'Orense (DO, populiste et localiste de la province d'Ourense) remporte un siège. Alfonso Rueda est investi président de la Junte de Galice pour un deuxième mandat le 11 avril suivant. |
| 18 février | République dominicaine | Municipales  |                                                      | |
| 25 février | Sardaigne              | Régionales   | Région d'Italie à statut spécial.                    | Alternance. La coalition de centre gauche et du Mouvement 5 étoiles (M5S) l'emporte avec moins de 3 000 voix d'avance sur la coalition de centre droit. Alessandra Todde devient la première présidente de Région issue du M5S et la première femme à présider l'exécutif de Sardaigne. |
| 25 février | Biélorussie            | Municipales  |                                                      | |
| 26 février | Jamaïque               | Municipales  |                                                      | |
| 27 février | Israël                 | Municipales  |                                                      | |

### Mars
| Date    | Pays       | Élections    | Contexte                               | Résultats                                                                              |
| ------- | ---------- | ------------ | -------------------------------------- | -------------------------------------------------------------------------------------- |
| 3 mars  | Salvador   | Municipales  |                                        |                                                                                        |
| 3 mars  | Saint-Gall | Cantonales   | Canton suisse.                         |                                                                                        |
| 3 mars  | Schwytz    | Cantonales   | Canton suisse.                         |                                                                                        |
| 3 mars  | Uri        | Cantonales   | Canton suisse.                         |                                                                                        |
| 6 mars  | Belize     | Municipales  |                                        |                                                                                        |
| 10 mars | Abruzzes   | Régionales   | Région d'Italie.                       | La coalition de centre droit du président sortant Marco Marsilio conserve sa majorité. |
| 23 mars | Tasmanie   | Législatives | État d'Australie. Élections anticipées |                                                                                        |
| 31 mars | Turquie    | Municipales  |                                        |                                                                                        |

### Avril
| Date     | Pays        | Élections   | Contexte                                                                                | Résultats |
| -------- | ----------- | ----------- | --------------------------------------------------------------------------------------- | --- |
| 7 avril  | Pologne     | Municipales |                                                                                         | |
| 7 avril  | Thurgovie   | Cantonales  | Canton suisse.                                                                          | |
| 21 avril | Pays basque | Régionales  | Communauté autonome d'Espagne.                                                          | Parlement sans majorité. Le PNV (centriste libéral et nationaliste), au pouvoir depuis 1980 — sauf entre 2009 et 2012 — arrive en tête en voix et perd quatre députés. EH Bildu (gauche socialiste et indépendantiste) réalise le meilleur résultat de l'histoire de la gauche abertzale et égalise en sièges le résultat du PNV. Le PSOE, partenaire de coalition du PNV, confirme et renforce sa troisième position. À la suite de la conclusion le 10 juin d'un accord de coalition entre le PNV et le PSOE, Imanol Pradales est investi lehendakari le 20 juin par le Parlement. |
| 21 avril | Kosovo      | Référendum  | Organisé dans le Nord du Kosovo, le référendum concerne la révocation de quatre maires. | En raison du boycott de la quasi totalité de la population, le référendum échoue à franchir le quorum exigé de 50 % des inscrits en faveur de la révocation, entrainant le maintien en poste des quatre maires |
| 21 avril | Basilicate  | Régionales  | Région d'Italie.                                                                        | La coalition de centre droit du président sortant Vito Bardi conserve sa majorité. |
| 29 avril | Togo        | Régionales  | Premières élections régionales de l'histoire du pays.                                   | Le parti du président Faure Gnassingbé, l'Union pour la République (UNIR), remporte la totalité des sièges de conseillers régionaux. Ce résultat assure la mainmise de l'UNIR sur le futur Sénat. |

### Mai
| Date   | Pays        | Élections    | Contexte | Résultats |
| ------ | ----------- | ------------ | --- | --- |
| 2 mai  | Royaume-Uni | Locales      | Renouvellement, total ou partiel, des conseils de districts métropolitains et non métropolitains, d'autorités unitaires et de certains maires. | |
| 4 mai  | Tasmanie    | Sénatoriales | État d'Australie. Renouvellement partiel au scrutin direct.                                                                                    | Sur les trois sièges en jeu, les Verts en gagnent un, cependant que les deux autres sont conservés respectivement par les libéraux et par un indépendant. |
| 5 mai  | Panama      | Municipales  | | |
| 12 mai | Catalogne   | Régionales   | Communauté autonome d'Espagne. Élections anticipées à la suite du rejet du projet de loi de finances.                                          | Parlement sans majorité. Le Parti socialiste (PSC, social-démocrate et fédéraliste) arrive nettement en tête. Il devance clairement Ensemble pour la Catalogne (Junts, libéral et indépendantiste) tandis que la Gauche républicaine (ERC, socialiste et indépendantiste) au pouvoir s'effondre en perdant plus d'un tiers de ses sièges. Pour la première fois depuis 2012, les partis indépendantistes échouent à remporter la majorité des sièges. Le socialiste Salvador Illa est investi président de la Généralité avec le soutien extérieur d'ERC et Els Comuns. |
| 26 mai | Cambodge    | Provinciales | Scrutin indirect | Dans un contexte de régime autoritaire, le Parti du peuple cambodgien remporte la quasi-totalité des sièges de conseillers provinciaux à pourvoir. |
| 26 mai | Madère      | Régionales   | Région autonome du Portugal. Scrutin anticipé.                                                                                                 | Assemblée sans majorité. Le Parti social-démocrate (PPD/PSD, centre-droit chrétien conservateur) arrive largement en tête mais son allié le CDS – Parti populaire (CDS-PP, droite conservateur) subit un léger recul éloignant davantage encore le gouvernement de la majorité absolue. Le PPD/PSD et le CDS–PP forme un gouvernement minoritaire avec à sa tête le président du gouvernement sortant Miguel Albuquerque. |

### Juin
| Date     | Pays     | Élections                 | Contexte                                              | Résultats |
| -------- | -------- | ------------------------- | ----------------------------------------------------- | --------- |
| 8 juin   | Malte    | Municipales               |                                                       |           |
| 8-9 juin | Italie   | Municipales               |                                                       |           |
| 9 juin   | Belgique | Régionales Communautaires | Concomitamment aux élections fédérales et européennes |           |
| 9 juin   | Hongrie  | Locales                   | Concomitamment aux élections européennes              |           |

### Août
| Date    | Pays               | Élections    | Contexte                                             | Résultats |
| ------- | ------------------ | ------------ | ---------------------------------------------------- | --------- |
| 18 août | Schaffhouse        | Cantonales   | Canton suisse                                        |           |
| 19 août | Saint-Martin       | Législatives | État constitutif des Pays-Bas. Élections anticipées. |           |
| 24 août | Territoire du Nord | Législatives | Territoire d'Australie.                              |           |

### Septembre
| Date          | Pays               | Élections       | Contexte                  | Résultats |
| ------------- | ------------------ | --------------- | ------------------------- | --- |
| 1er septembre | Saxe               | Régionales      | Land d'Allemagne.         | Parlement sans majorité. L'Union chrétienne-démocrate (CDU, centre droit libéral-conservateur), au pouvoir depuis 1990, conserve son statut de premier parti du Land. Elle est talonnée par l'Alternative pour l'Allemagne (AfD, extrême droite nationale-conservatrice et anti-immigration). La coalition au pouvoir du ministre-président Michael Kretschmer perd sa majorité absolue. Après avoir échoué à constituer une coalition « de la mûre » entre la CDU, la BSW et le SPD, Michael Kretschmer constitue une grande coalition CDU-SPD minoritaire et se voit réélu ministre-président par le Landtag le 18 décembre.                                                                                     |
| 1er septembre | Thuringe           | Régionales      | Land d'Allemagne.         | Parlement sans majorité. L'Alternative pour l'Allemagne (AfD, extrême droite nationale-conservatrice et anti-immigration) remporte la majorité relative, marquant la première victoire de l'extrême droite à une élection parlementaire en Allemagne depuis 1945. Elle devance l'Union chrétienne-démocrate (CDU, centre droit libéral-conservateur). Die Linke (gauche radicale) du ministre-président Bodo Ramelow, au pouvoir depuis 2014, dégringole à la quatrième place tandis que la coalition au pouvoir perd sa majorité absolue. Après avoir constitué une coalition « de la mûre » CDU-BSW-SPD minoritaire, le chrétien-démocrate Mario Voigt est élu ministre-président par le Landtag le 12 décembre. |
| 8 septembre   | Russie             | Infranationales |                           | |
| 18 septembre  | Jammu-et-Cachemire | Législatives    | État de l'Inde. 1er tour. | |
| 22 septembre  | Brandebourg        | Régionales      | Land d'Allemagne.         | Parlement sans majorité. Le Parti social-démocrate (SPD, centre gauche social-démocrate), au pouvoir depuis 1990, conserve son statut de premier parti du Land. Il est talonné par l'Alternative pour l'Allemagne (AfD, extrême droite nationale-conservatrice et anti-immigration). La coalition au pouvoir du ministre-président Dietmar Woidke perd sa majorité absolue avec l'exacte moitié des sièges de député. Après avoir constitué une coalition « rouge-violette » SPD-BSW, Dietmar Woidke est réélu ministre-président par le Landtag le 11 décembre. |

### Octobre
| Date        | Pays                                   | Élections               | Contexte                               | Résultats |
| ----------- | -------------------------------------- | ----------------------- | -------------------------------------- | --- |
| 1er octobre | Jammu-et-Cachemire                     | Législatives            | État de l'Inde. 2e tour.               | Parlement sans majorité. La Conférence nationale (JKNC) termine en tête du scrutin mais sans obtenir une majorité absolue. Omar Abdullah, chef de la JKNC, est désigné à la tête d'un gouvernement de coalition avec le Congrès. |
| 13 octobre  | Belgique                               | Communales Provinciales |                                        | |
| 13 octobre  | Vorarlberg                             | Régionales              | Land d'Autriche.                       | Parlement sans majorité. Le Parti populaire autrichien (ÖVP) arrive en tête du scrutin mais n'obtient pas la majorité absolue. Il est suivi par le Parti de la liberté d'Autriche (FPÖ) qui double son score par rapport au scrutin précédent. Markus Wallner (ÖVP) est reconduit comme Landeshauptmann et forme un gouvernement en coalition avec le FPÖ. |
| 19 octobre  | Colombie-Britannique                   | Législatives            | Province du Canada.                    | |
| 19 octobre  | Territoire de la capitale australienne | Législatives            | Territoire d'Australie.                | |
| 20 octobre  | Kurdistan irakien                      | Législatives            | Région fédérale autonome d’Irak.       | |
| 20 octobre  | Argovie                                | Cantonales              | Canton suisse.                         | |
| 21 octobre  | Nouveau-Brunswick                      | Législatives            | Province du Canada.                    | |
| 24 octobre  | Montserrat                             | Législatives            | Territoire d'outre-mer du Royaume-Uni. | |
| 26 octobre  | Queensland                             | Législatives            | État d'Australie.                      | Alternance. Le Parti travailliste (centre gauche social-démocrate progressiste) perd sa majorité absolue au profit du Parti libéral national (centre droit libéral en économie). David Crisafulli (libéral national) devient Premier ministre. |
| 27 octobre  | Ouzbékistan                            | Régionales Municipales  |                                        | |
| 28 octobre  | Ligurie                                | Régionales              | Région d'Italie.                       | |
| 28 octobre  | Saskatchewan                           | Législatives            | Province du Canada.                    | Le Parti saskatchewanais (droite libérale-conservatrice) enregistre une baisse mais conserve sa majorité absolue alors que le NPD (centre gauche social-démocrate) double sa représentation. Scott Moe est reconduit dans ses fonctions de Premier ministre.                                                                                               |
| 30 octobre  | Botswana                               | Municipales             |                                        | |

### Novembre
| Date              | Pays           | Élections  | Contexte | Résultats |
| ----------------- | -------------- | ---------- | --- | --- |
| 18 novembre       | Émilie-Romagne | Régionales | Région d'Italie. Élections anticipées à la suite de l'élection du président Stefano Bonaccini comme député européen. | La coalition de centre gauche conserve et renforce sa majorité absolue. Michele De Pascale est élu président de l'exécutif. |
| 17 et 18 novembre | Ombrie         | Régionales | Région d'Italie. | Alternance. La coalition de centre gauche remporte la majorité absolue et met fin à cinq ans au pouvoir de la coalition de centre droit. Stefania Proietti succède à Donatella Tesei comme présidente de l'exécutif régional. |
| 24 novembre       | Styrie         | Régionales | Land d'Autriche. | Le Parti de la liberté (FPÖ, extrême droite nationale-conservatrice et populiste) remporte la majorité relative au Landtag. Le Parti populaire (ÖVP, centre droit conservateur) du Landeshauptmann Christopher Drexler recule fortement et passe en deuxième position. Le 18 décembre suivant, Mario Kunasek (FPÖ) devient Landeshauptmann à la tête d'un gouvernement de coalition avec l'ÖVP. |
| 27 novembre       | Indonésie      | Locales    | Élections des maires et des gouverneurs.                                                                             | |

### Décembre
| Date        | Pays       | Élections    | Contexte                                  | Résultats |
| ----------- | ---------- | ------------ | ----------------------------------------- | --- |
| 6 décembre  | Aruba      | Législatives | Pays constitutif du royaume des Pays-Bas. | Le Parti populaire arubais (centre droit) remporte une majorité relative en devançant le Mouvement électoral du peuple (centre gauche) au pouvoir. En mars 2025, Mike Eman est nommé Premier ministre. |
| 11 décembre | Madagascar | Municipales  |                                           | |